# Vielstachler
Die Vielstachler (Polycentridae) sind eine Familie der Ovalentaria in der Gruppe der Barschverwandten (Percomorphaceae). Die fünf zu der Familie gestellten Arten leben im tropischen Südamerika und in Westafrika. Sie wurden früher zu den Nanderbarschen (Nandidae) gezählt. Heute sieht man aber keine Hinweise auf eine nähere Verwandtschaft. Untersuchungen der Morphologie der Eier sprechen für die Monophylie der Polycentridae.

## Merkmale
Die Polycentridae sind kleine, hochrückige und seitlich stark abgeflachte, nur 4,5 bis 8 Zentimeter lange Raubfische, die zwischen Wasserpflanzen gut getarnt bewegungslos auf Beute lauern und diese durch plötzliches Öffnen des Mauls einsaugen. Alle Polycentridae sind brutpflegend und kümmern sich um Eier und Fischlarven.

## Arten
Es gibt fünf Arten in vier Gattungen:
| Deutscher Name                 | Wissenschaftlicher Name                          | Verbreitung                                                     | Bild                           |
| ------------------------------ | ------------------------------------------------ | --------------------------------------------------------------- | ------------------------------ |
| Vierstacheliger Blattfisch     | Afronandus sheljuzhkoi (Meinken, 1954)           | Elfenbeinküste.                                                 |                                |
| Blattfisch                     | Monocirrhus polyacanthus Heckel, 1840            | Amazonasbecken.                                                 | Blattfisch                     |
| Afrikanischer Vielstachler     | Polycentropsis abbreviata Boulenger, 1901        | Nigeria, Kamerun, Gabun.                                        | Afrikanischer Vielstachler     |
| Südamerikanischer Vielstachler | Polycentrus schomburgkii Müller & Troschel, 1849 | Trinidad, küstennahe Flüsse in Venezuela, Guyana und Brasilien. | Südamerikanischer Vielstachler |
|                                | Polycentrus jundia Coutinho & Wosiacki, 2014     | Rio Negro.                                                      |                                |

## Systematik
Die Arten der Vielstachler wurden im Laufe der Zeit ganz verschiedenen systematischen Gruppen zugeordnet. Nelson ordnete sie 1994 in die Familie der Nanderbarsche (Nandidae) ein; 2006 wurden sie dann in eine eigenständige Familie gestellt (Polycentridae), die bereits 1858 durch den US-amerikanischen Ichthyologen Theodore Nicholas Gill eingeführt wurde. Wie viele andere Familien der Barschverwandten gehörten sowohl die Nanderbarsche als auch die Vielstachler lange Zeit zur Ordnung der Barschartigen (Perciformes). Heute werden sie als Schwestergruppe einer Klade der Buntbarsche (Cichlidae) und der marinen Gattung Pholidichthys (Familie Pholidichthyidae) der Ordnung der Buntbarschartigen (Cichliformes) zugeordnet.